# Edward Holcroft
Edward Holcroft (* 23. června 1987) je anglický herec. V roce 2014 hrál postavu Charlieho Hesketha ve filmu Kingsman: Tajná služba a objevil se též v o tři roky novějším sequelu Kingsman: Zlatý kruh. V roce 2016 hrál jednu z hlavních rolí, postavu doktora Simona Jordana, v šestidílné minisérii Alias Grace. Dále hrál například v minisériích Wolf Hall a London Spy. Mezi jeho divadelní role patří například Tybalt v Shakespearově hře Romeo a Julie, kterou hrál během studií na Ampleforth College.